# Triângulo (Israel)
O Triângulo (Israel) (em hebraico:  המשולש, HaMeshulash; em árabe: المـُثـَلـَّث, al-Muthallath), antes chamado de Pequeno triângulo, é uma concentração de cidades e vilas Árabes israelenses adjacentes a Linha Verde localizada no leste de Sarom, entre as montanhas da Samaria. O nome triângulo vem do formato do conjunto de assentamento observados em vista aérea.
Antes da Guerra árabe-israelense de 1948 e do estabelecimento da soberania de Israel sobre essa área, a mesma era chamada de Pequeno Triângulo para diferenciar da região Triângulo maior formada por Jenin, Tulcarém e Nablus, essa conhecida pelos ataques anti-judeus durante a Revolta Árabe na Palestina em 1936 a 1939.
Logo depois a área foi transferida de Israel para a Jordânia como parte dos acordos do Armistício israelo-árabe de 1949, os limites se expandiram para incluir toda a área em torno de Umm al-Fahm em lugar de se limitar às cidades de Kafr Qasim, Jaljulia e Kafr Bara. O "pequeno" apêndice logo ficou fora do uso comum. 
Hoje o Triângulo se refere a:
| - al-Arian - Ar'ara (inclui a vila de 'Ara) - Baqa-Jatt (formada pela junção de Baqa al-Gharbiyye com Jatt) - Ein al-Sala - Jalma | - Kafr Qara - Ma'ale Iron - Ma'oia - Meiser - Musmus - Qalansawe | - Tayibe - Tira - Umm al-Fahm - Umm al-Qutuf - Zemer (formada pela junção das vilas de Bir as-Sikka, Yamma, Marja e Ibthin) |  |

Muitos políticos israelenses sugeriram que o Triângulo fosse transferido para o futuro Estado da Palestina em troca de Israel manter a soberania sobre os seus Assentamentos na Cisjordânia. A ideia é uma das bases do plano elaborado por Avigdor Lieberman, líder do partido Yisrael Beiteinu, o qual porém sofre forte oposição dos árabes.